# Sapois, Jura
Sapois là một xã trong vùng hành chính Franche-Comté, thuộc tỉnh Jura, quận Lons-le-Saunier, tổng Champagnole. Tọa độ địa lý của xã là 46° 45' vĩ độ bắc, 05° 56' kinh độ đông. Sapois nằm trên độ cao trung bình là 623 mét trên mực nước biển, có điểm thấp nhất là 548 mét và điểm cao nhất là 750 mét. Xã có diện tích 3.56 km², dân số vào thời điểm 2004 là 312 người; mật độ dân số là 88 người/km².

## Thông tin nhân khẩu
| 1962 | 1968 | 1975 | 1982 | 1990 | 1999 |
| ---- | ---- | ---- | ---- | ---- | ---- |
| 173  | 213  | 241  | 272  | 310  | 287  |